# Varennes-sur-Fouzon
Varennes-sur-Fouzon foi uma comuna francesa na região administrativa do Centro, no departamento Indre. Estendia-se por uma área de 22,46 km². Em 2010 a comuna tinha 986 habitantes (densidade: 43,9 hab./km²).
Em 1 de janeiro de 2016, passou a formar parte da nova comuna de Val-Fouzon.